# Filippo Turati
Filippo Turati (26. listopadu 1857 Canzo – 29. března 1932 Paříž) byl italský politik, sociolog a novinář, představitel umírněné levice a antifašismu.
Pocházel ze zámožné konzervativní rodiny a vystudoval právnickou fakultu Boloňské univerzity. V mládí inklinoval k pozitivismu a byl příslušníkem uměleckého hnutí Scapigliatura. Psal poezii, mj. je autorem textu písně Inno dei lavoratori. V roce 1891 založil týdeník Critica Sociale. Je autorem spisu z oblasti kriminologie Zločin a sociální otázka.
V roce 1885 se jeho životní partnerkou stala ruská emigrantka Anna Kulišovová, která ho seznámila s marxistickým učením. Angažoval se v dělnickém hnutí a stál u zrodu Italské socialistické strany. Od roku 1896 zastupoval socialisty v Poslanecké sněmovně. V roce 1898 byl uvězněn za účast na protestech proti zdražování základních potravin, po roce byl propuštěn. Byl představitelem reformismu a kladl důraz na pokojné prosazování změn, postupné zvyšování vzdělanosti a zmírňování sociálních rozdílů. Socialisté měli podle něj podporovat liberální měšťanské politiky, aby se k moci nedostali konzervativci. Ve vnitrostranických sporech byl oponentem radikálních revolucionářů jako Costantino Lazzari a Francesco Misiano i nacionalistického křídla, které vedl Benito Mussolini.
Hlásil se k pacifismu a byl proti italsko-turecké válce i proti vstupu Itálie do první světové války, avšak po bitvě u Caporetta prohlásil, že jde již o obrannou válku, do níž by se měli zapojit i socialisté. V roce 1920 vystoupil s programem na radikální modernizaci země, nazvaným „Přebudujme Itálii“ (Rifare l’Italia!). Na kongresu socialistů v Livornu v roce 1921 navrhl spojení všech demokratických stran proti nastupující Národní fašistické straně, avšak neuspěl a poté založil novou Sjednocenou socialistickou stranu, která byla v roce 1925 fašistickým režimem zakázána.
V prosinci 1926 mu Riccardo Bauer pomohl uprchnout před policejním dozorem do Francie. V exilu založil organizaci Italské antifašistické soustředění a vedl intenzivní publikační a přednáškovou činnost proti Mussoliniho režimu. Zemřel mimo vlast, po druhé světové válce byl jeho popel uložen na Cimitero monumentale v Miláně.